# 阿伊特艾薩米蒙

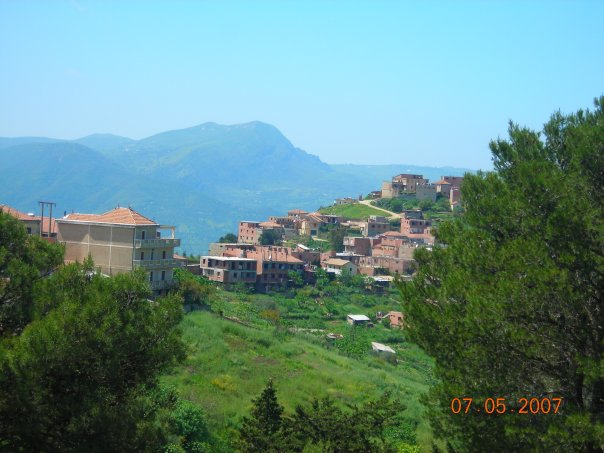

36°45′37″N 4°08′11″E / 36.7602°N 4.1365°E
阿伊特艾薩米蒙（阿拉伯语：‎），是阿爾及利亞的城鎮，位於該國北部提濟烏祖省，由瓦蓋努恩區負責管轄，面積36平方公里，2008年人口20,268，人口密度每平方公里558人。